# Scarp Mountain
Scarp Mountain är ett berg i Kanada.   Det ligger i provinserna Alberta och British Columbia, i den centrala delen av landet, 3 200 km väster om huvudstaden Ottawa. Toppen på Scarp Mountain är 3 012 meter över havet, eller 304 meter över den omgivande terrängen. Bredden vid basen är 1,3 km. Scarp Mountain ingår i The Ramparts.
Terrängen runt Scarp Mountain är huvudsakligen bergig, men den allra närmaste omgivningen är kuperad.Trakten runt Scarp Mountain är nära nog obefolkad, med mindre än två invånare per kvadratkilometer.. Det finns inga samhällen i närheten. 
I omgivningarna runt Scarp Mountain växer i huvudsak barrskog.